# Anton van Ligne
Anton van Ligne (ca. 1474 - 1532) was een krijgsman uit het huis Ligne in dienst van Maximiliaan van Oostenrijk en Karel V. Hij kreeg van de Fransen de bijnaam de Grote Duivel (Grand Diable de Ligne) omwille van zijn vurigheid op het slagveld.

## Biografie
Anton van Ligne was de zoon van Jan IV van Ligne en Jacqueline van Croÿ en de kleinzoon van Anton van Croÿ, naar wie hij werd genoemd. Hij erfde de heerlijkheden Ligne en Beloeil van zijn vader en kocht in 1503 de heerlijkheid Fauquemberghe, waarvan hij de eerste graaf werd.
Hij streed in 1513 in de slag bij Guinegate aan de zijde van Hendrik VIII van Engeland, een bondgenoot van Maximiliaan in de Oorlog van de Heilige Liga tegen Frankrijk. Hij vergezelde daarop Hendrik VIII bij diens verovering van Doornik. Op deze expeditie veroverde Anton van Ligne de vesting van Mortagne. Hendrik gaf deze vesting aan zijn gunsteling, de graaf van Suffolk, die ze op zijn beurt voor 1.000 écu doorverkocht aan Ligne, die de titel Prins van Mortagne kreeg.
Het jaar daarop werd er vrede gesloten tussen Engeland, Frankrijk en de Habsburgers. Anton van Ligne werd verzocht zijn prinsdom terug te geven, wat hij weigerde tot hij als schadeloosstelling het vijfvoudige ontving van wat hij er voor had betaald had. Bij het uitbreken van een oorlog tussen Karel V en Frans I van Frankrijk, werd Doornik opnieuw belegerd en bij de Habsburgse Nederlanden gevoegd. Mortagne werd veroverd en de vesting ontmanteld. Anton van Ligne eiste daarop dat hij Mortagne terugkreeg.
Nog generaties lang noemden de Van Lignes zich prins van Mortagne, zonder dat deze titel werd erkend.
Anton van Ligne verdedigde in de oorlogen tussen Karel V en Frans I de grenzen van Henegouwen en veroverde Roye in 1528.
Misnoegd omdat Karel hem niet in de Orde van het Gulden Vlies wilde opnemen, richtte hij als parodie zijn eigen Orde van de Wolf op, waarvan de versierselen een wolf tonen met een schaap tussen de tanden.
Anton van Ligne legde zich vanaf 1515 toe op verfraaiing van zijn kasteel van Belœil.

## Huwelijk en kinderen
Anton trouwde in 1498 met Philipotte van Luxemburg (overleden in 1525), dochter van Jacob van Luxemburg (1445-1478), heer van Fiennes en stadhouder van Vlaanderen.
Zij hadden één zoon:
- Jacob van Ligne

Daarnaast kreeg hij twee bastaarddochters:
- Adrienne
- Valentine.